# 옴마과
옴마과(Ommatidae)는 원시딱정벌레아목에 속하는 작은 딱정벌레과의 하나이다. 현존하는 딱정벌레목 중에서 가장 원시적인 특징을 가진 딱정벌레 과로 간주되고 있다. 현존하는 종은 오스트레일리아와 남아메리카에서만 발견되지만 중생대에는 지리적으로 더 널리 분포했다.

## 하위 분류
- 옴마속 (Omma)
- 테트라팔레루스속 (Tetraphalerus)